# Amerikaiak
Az amerikaiak az Amerikai Egyesült Államok állampolgárai vagy nemzetiséggel, de állampolgársággal nem rendelkező lakosai. Az ország lakosai a világ sok részéről származnak, így az alkotmányban a nemzetiséget állampolgársághoz és hűségeskühöz köti, nem származáshoz.

## Etnikum
| 2020-as népszámlálás                                                                                                   | 2020-as népszámlálás                                                                                                   | 2020-as népszámlálás | 2020-as népszámlálás |
| --- | --- | -------------------- | -------------------- |
| Nem latino, fehér amerikaiak (főleg európai amerikaiak, de észak-afrikai és közel-keleti amerikaiak is a kategóriában) | Nem latino, fehér amerikaiak (főleg európai amerikaiak, de észak-afrikai és közel-keleti amerikaiak is a kategóriában) | 57,8%                | 57,8%                |
| Latino amerikaiak (főleg hispán amerikaiak, de brazil-amerikaiak is)                                                   | Latino amerikaiak (főleg hispán amerikaiak, de brazil-amerikaiak is)                                                   | 18,7%                | 18,7%                |
| Afroamerikaiak (fekete-afrikai amerikaiak)                                                                             | Afroamerikaiak (fekete-afrikai amerikaiak)                                                                             | 12,1%                | 12,1%                |
| Ázsiaiak vagy ázsiai amerikaiak (kelet-, délkelet-, és dél-ázsiai amerikaiak)                                          | Ázsiaiak vagy ázsiai amerikaiak (kelet-, délkelet-, és dél-ázsiai amerikaiak)                                          | 5,9%                 | 5,9%                 |
| Őslakos amerikaiak | Őslakos amerikaiak | 0,7%                 | 0,7%                 |
| Őslakos hawaii és csendes-óceáni népek                                                                                 | Őslakos hawaii és csendes-óceáni népek                                                                                 | 0,2%                 | 0,2%                 |
| Legalább két csoport                                                                                                   | Legalább két csoport                                                                                                   | 4,1%                 | 4,1%                 |
| Más | Más | 0,5%                 | 0,5%                 |

## Beszélt nyelvek
Az angol az ország de facto nyelve, bár szövetségi szinten nincs hivatalos nyelv. 2007-ben a lakosság 80%-a csak angolul beszélt otthon, amit a spanyol követett, 12%-kal. Az utóbbit tanulják egyben a leggyakrabban a második nyelvként az amerikai diákok. Az ország harminc államában hivatalos nyelv az angol, így vannak akik szerint szövetségi szinten is be kéne vezetni.
Hawaii államában a hawaii és az angol nyelv is hivatalos. Új-Mexikóban törvény szerint az angol mellett a spanyol használatára is lehetőséget kell tenni a lakosok számára, annak ellenére, hogy egyik nyelv se hivatalos. Hasonló a helyzet Louisiana területén is, a francia és az angol nyelvvel. Kaliforniában kötelezően kell léteznie egyes dokumentumoknak spanyolul is. Több területen is hivatalos nyelvnek számítanak a helyi őslakos nyelvek, mint Alaszkában, Dél-Dakotában, Guamon, Amerikai Szamoaán és az Északi-Mariana-szigeteken is
| Nyelv                               | %      | Lakosok száma |
| ----------------------------------- | ------ | ------------- |
| Angol                               | 80,38% | 233 780 338   |
| Az összes nyelv, ami nem angol      | 19,62% | 57 048 617    |
| Spanyol                             | 12,19% | 35 437 985    |
| Kínai nyelvek (kantoni és mandarin) | 0,9%   | 2 567 779     |
| Tagalog                             | 0,53%  | 1 542 118     |
| Vietnámi                            | 0,44%  | 1 292 448     |
| Francia                             | 0,44%  | 1 288 833     |
| Koreai                              | 0,38%  | 1 108 408     |
| Német                               | 0,38%  | 1 107 869     |

## Vallásuk
| Vallás                                        | %    |
| --------------------------------------------- | ---- |
| Keresztény                                    | 70,6 |
| Protestáns                                    | 46,5 |
| Evangélikus                                   | 25,4 |
| Régi protestáns                               | 14,7 |
| Fekete felekezetek                            | 6,5  |
| Katolikus                                     | 20,8 |
| Az Utolsó Napi Szentek Jézus Krisztus Egyháza | 1,6  |
| Jehova tanúi                                  | 0,8  |
| Ortodox kereszténység                         | 0,5  |
| Egyéb keresztény                              | 0,4  |
| Nem keresztény vallások                       | 5,9  |
| Zsidó                                         | 1,9  |
| Iszlám                                        | 0,9  |
| Buddhizmus                                    | 0,7  |
| Hinduizmus                                    | 0,7  |
| Más, nem keresztény vallások                  | 1,8  |
| Vallástalan                                   | 22,8 |
| Nincs konkrét válasza                         | 15,8 |
| Agnoszticizmus                                | 4,0  |
| Ateizmus                                      | 3,1  |
| Nem válaszolt                                 | 0,6  |

## Diaszpóra
Amerikai állampolgárok sok országba emigráltak világszerte. Nagyobb amerikai közösségek élnek Argentínában, Ausztráliában, Brazíliában, Costa Ricán, Dél-Koreában, az Egyesült Arab Emírségekben, az Egyesült Királyságban, Franciaországban, Hongkongban, Indiában, Japánban, Kanadában, Kínában, Mexikóban, Németországban, Pakisztánban és Új-Zélandon. Annak következtében, hogy az ország lakosai eredetileg is sok helyről származnak, a kivándorló állampolgárok nem mindenképpen egy helyen összpontosulnak. 2016-ban több, mint 9 millió amerikai állampolgár élt külföldön.